# Learning Curve (Stargate SG-1)
Learning Curve (Aprendizaje en Latinoamérica, La Curva del Aprendizaje en España) es el quinto episodio de la tercera temporada de la serie de televisión de ciencia ficción Stargate SG-1, y el cuadragésimo noveno capítulo de toda la serie.

## Trama
El SGC hace contacto con un mundo tan avanzada como la Tierra, llamado Orban. A cambio de conocimientos sobre el Stargate y el origen de la humanidad, ellos dan al SGC una fuente de energía más poderosa, eficiente y portátil que los generadores nucleares terrestres: Generadores de Naquadah. Para ayudar a Carter a estudiar el generador, se ofrece una pequeña niña llamada Merrin, que resulta ser tan inteligente como la Mayor, e incluso más. Sin embargo, todos en el SGC notan que ella no manifiesta los deseos típicos de un niño normal, de hecho ni siquiera sabe lo que es la diversión y los juegos. Pronto, descubren que ella posee en su organismo, cientos de Nanocitos, que Merrin dice poseen todos en su planeta. Fueron creados para acelerar el aprendizaje de las personas. Los niños “Urrone”, como Merrin, compiten por ser los más inteligentes y cuando esto ocurre los nanobot son sacados de su cerebro, en una ceremonia llamada “Averium”, y repartidos entre los demás científicos de su planeta para que todos hereden sus conocimientos para el progreso de la civilización. Después de hallar evidencia de la presencia Goa'uld en Orban, Daniel y Teal'c descubren que los niños “urrone”, luego de extraérseles los nanocitos, quedan un estado literalmente de “infantes”, perdiendo la memoria y el habla, y aunque son bien cuidados, no se les vuelve a enseñar, ni por nanocitos (ya que sus cerebros ahora los rechazan), ni mediante la vieja manera.
A pesar de los intentos de Daniel por convencer al emisario Orban de que el trato hacia los “urrone” no es correcto, este insiste en volver y llevarse a Merrin para el Averium. No obstante, O' Neill, sabiendo lo que le ocurrirá a Merin, decide sacarla de la base, sin autorización, y mostrarle como divertirse con otros niños. Van a una escuela, donde O'Neill le enseña a Merrin a dibujar usando su imaginación, y aunque es difícil, ella logra finalmente aprender el significado de la diversión. O'Neill debe entonces volver con ella a la base. Allí, Merrin se despide agradeciendo todo lo aprendido es este viaje a la Tierra.
Algunos días después, el SG-1 regresa a Orban y descubre que la situación ha cambiado. Ahora a los niños “urrone” se le enseña de la “vieja manera”. Mientras el equipo observa que todos se divierten, concluye que esto se debió a Merrin, quién entregó al resto de los Orbanians sus nanocitos, enseñándoles de esa forma sobre el significado de la diversión. O'Neill pronto encuentra a Merrin entre estos niños, y si bien ella no lo recuerda, ambos se ponen a dibujar felices en la pared para divertirse.

## Artistas invitados
- Brittney Irvin como Merrin.
- Andrew Airlie como Kalan.
- Lachlan Murdoch como Tomin.
- Stephanie Shea como Solen
- Diane Stapley como la Señorita Struble.
- Rob Farrell como el guardia.
- Sarah Goodwill como una estudiante.
- Laara Sadiq como la técnico.
- Teryl Rothery como la Dra. Fraiser.